# Palakkad
Palakkad (Malayalam: പാലക്കാട് Pālakkāṭ), früher Palghat, ist eine Stadt im südindischen Bundesstaat Kerala mit rund 180.000 Einwohnern. Die Stadt ist Verwaltungssitz des Distrikts Palakkad. Der Name Palakkad (Pālakkāṭ) ist zusammengesetzt aus den Malayalam-Wörtern pāla, der Bezeichnung für die Baumart Alstonia scholaris, und kāṭŭ für „Wald“. Teilweise ist die Stadt noch unter ihrer anglisierten Namensform Palghat bekannt.

## Lage und Klima
Palakkad liegt im Hinterland Zentralkeralas am Ufer des Flusses Bharathapuzha nahe der Grenze zum Nachbarbundesstaat Tamil Nadu in einer Höhe von ca. 90 m. Zwischen Palakkad und der gut 50 km (Fahrtstrecke) nordöstlich in Tamil Nadu gelegenen Millionenstadt Coimbatore sind die Westghats, die sonst die natürliche Grenze zwischen Kerala und Tamil Nadu bilden, auf einer Strecke von rund 25 km durch die sogenannte „Palakkad-Lücke“ (Palghat Gap) unterbrochen. Dadurch bildet Palakkad das Tor zur Malabarküste, die Verbindungen zum Nachbarbundesstaat sind ausgeprägt. Mit dem National Highway 544 und der Bahnstrecke Chennai-Ernakulam führen zwei der wichtigsten Verkehrsverbindungen zwischen den beiden Bundesstaaten durch Palakkad. Das Klima ist meist subtropisch warm; Regen (ca. 2000–2500 mm/Jahr) fällt überwiegend in der von Mai bis November dauernden Monsunzeit.

## Bevölkerung
| Jahr      | 1991    | 2001    | 2011    |
| Einwohner | 123.289 | 130.767 | 130.955 |

Etwa 68 % der städtischen Einwohner sind Hindus, 28 % sind Muslime und knapp 4 % sind Christen. Umgangssprache ist Malayalam, aber auch Hindi und Englisch werden gesprochen.

## Geschichte

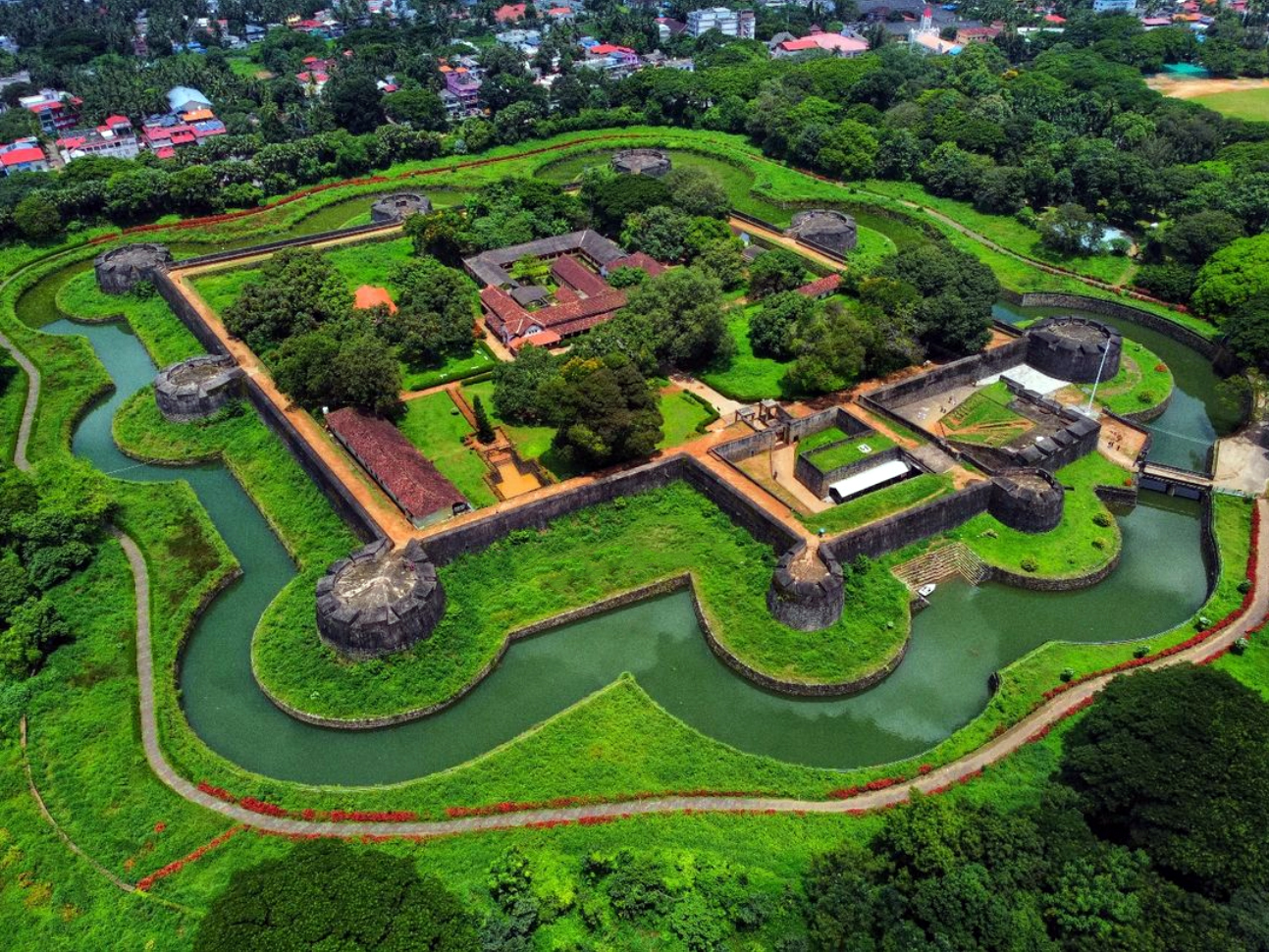
Fort Palakkad

Der lokale Herrscher von Palakkad löste sich Anfang des 18. Jahrhunderts aus der Tributpflicht gegenüber den Zamorinen von Calicut (Kozhikode). Im Jahr 1757 bat er Hyder Ali, den Herrscher von Mysore um Unterstützung gegen die Zamorine, deren Angriff er befürchtete. Hyder Ali nutzte die Gelegenheit, sich das strategisch wertvolle Palakkad zu sichern, und erbaute südlich der Stadt eine Festung (fort). Dadurch wurde Palakkad in die Mysore-Kriege zwischen Hyder Ali, dessen Sohn Tipu Sultan und den Briten hineingezogen. Erstmals wurde das Fort 1768 von den Briten eingenommen, aber nur wenige Monate später wieder von Hyder Ali zurückerobert. Im Jahr 1783 eroberten die Briten das Fort erneut, gaben es aber ein Jahr später wieder auf, ehe es 1790 endgültig unter britische Herrschaft kam. Als Teil des Distrikts Malabar wurde die Stadt der Präsidentschaft Madras und somit Britisch-Indien eingegliedert. Nach der indischen Unabhängigkeit (1947) kam die Stadt im Jahr 1956 zum Bundesstaat Kerala, der nach den Sprachgrenzen des Malayalam neu formiert wurde, und wurde zum Verwaltungssitz des Distrikts Palakkad.

## Persönlichkeiten
- O. V. Vijayan (1930–2005), Schriftsteller und Karikaturist
- M. T. Vasudevan Nair (1933–2024), Schriftsteller
- M. V. Ramana (* 1966), Physiker
- P. C. Thulasi (* 1991), Badmintonspielerin
- P. U. Chitra (* 1995), Leichtathletin
- Muhammed Ajmal Variyathodi (* 1998), Sprinter
- Murali Sreeshankar (* 1999), Weitspringer